# Sordaria mabokeensis
Sordaria mabokeensis är en svampart som beskrevs av Cailleux 1972. Sordaria mabokeensis ingår i släktet Sordaria och familjen Sordariaceae.   Inga underarter finns listade i Catalogue of Life.